# Bürdenbach
Bürdenbach település Németországban, Rajna-vidék-Pfalz tartományban. Lakosainak száma 662 fő (2023. december 31.).

## Népesség
A település népességének változása:
| Lakosok száma | 318  | 574  | 567  | 623  | 638  | 662  |
|               | 1975 | 2017 | 2019 | 2021 | 2022 | 2023 |